# Antillostenochrus alejandroi
Espèce
Synonymes
- Schizomus alejandroi Armas, 1989

Antillostenochrus alejandroi est une espèce de schizomides de la famille des Hubbardiidae.

## Distribution
Cette espèce est endémique de Cuba. Elle se rencontre vers La Cuaba.

## Publication originale
- Armas, 1989 : Adiciones al orden Schizomida (Arachnida) en Cuba. Poeyana, no 387, p. 1-45.